# Olympic Club
De Olympic Club in San Francisco werd opgericht op 6 mei 1860 als de San Francisco Olympic Club en is de oudste sportclub in de Verenigde Staten. Het clubhuis is gelegen aan 665 Poststreet, vlak bij Union Square, en heeft een parkeergarage aan Sutter Street. De golfbanen hebben een eigen clubhuis.
Op de Olympic wordt aan verschillende sporten gedaan. Er zijn golf- en tennisbanen en er wordt onder meer gezwommen en squash en  basketbal gespeeld. Sommige leden hebben Olympische medailles gewonnen. 

## Fietsen
De eerste sport die door de leden met succes bekroond werd was fietsen. Clublid Ernest Ohrt werd zelfs coach van het United States Olympic Games cycling team in 1924.

## Golf
In 1918 nam de Olympic Club de 18-holes golfbaan over van de Lakeside Golf Club, die in financiële nood verkeerde. In 1922 werd land bijgekocht en werd de oorspronkelijke baan vervangen door twee nieuwe 18 holesbanen: de Ocean Course en de Links course. Zij werden in 1925 geopend, tegelijk met een nieuwe clubhuis.
Tijdens een storm in de winter van 1925 werden beide banen vernield, dus in 1926 werden ze opnieuw aangelegd.
In 1994 werd aan de kust een 9-holes par 4 baan aangelegd. In 1996 werd de Ocean Course door een zware storm zozeer beschadigd dat hij geheel vernieuwd moest worden, hetgeen door Tom Weiskopf werd gedaan. In 2009 werden de greens van de Lakes Course gerenoveerd en hole 8 veranderd.
US Open en US Amateur

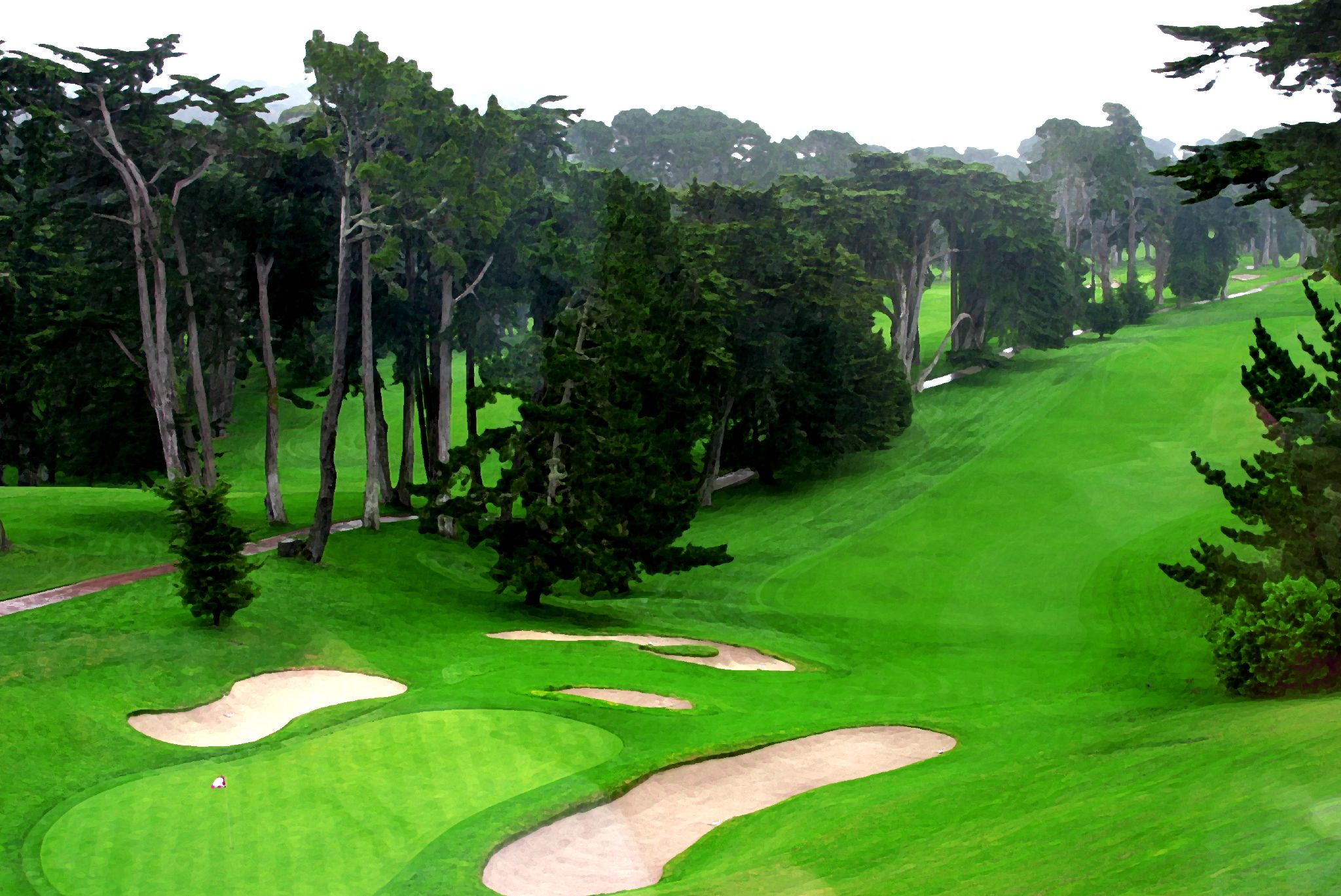
Lakes Course, hole 18

Zowel het US Open als het US Amateur zijn herhaaldelijk op de Lakes gespeeld.
In 1955 werd het US Open op de Lakes gespeeld. Robert Trent Jones kwam voordien de nodige veranderingen aanbrengen, sommige tee's moesten verlengd worden en op hole 6 werd een bunker toegevoegd. De onbekende Jack Fleck versloeg de toen zeer bekende Ben Hogan, viervoudige winnaar van het Open, in de 18-holes play-off.
In 1966 werd het US Open weer op de Lakes gespeeld. Billy Casper won zijn tweede US Open door Arnold Palmer te verslaan in de play-off. Na negen holes gaf Palmer zich gewonnen.  In 1987 won Scott Simpson de play-off van Tom Watson en in 1998 won Lee Janzen de play-off van Payne Stewart. In 2012 wordt het US Open weer op de Lakes gespeeld.
US Amateur Four-Ball
In 2015 werd de eerste editie van het Four-Ball Amateur gespeeld. 
| Jaar | USGA Toernooi             | Winnaar                    |
| ---- | ------------------------- | -------------------------- |
| 1955 | US Open                   | Jack Fleck po              |
| 1958 | US Amateur                | Charles Coe                |
| 1966 | US Open                   | Billy Casper po            |
| 1981 | US Amateur                | Nathaniel Crosby           |
| 1987 | U.S. Open                 | Scott Simpson po           |
| 1998 | US Open                   | Lee Janzen po              |
| 2004 | US Junior Amateur         | Sihwam Kim                 |
| 2007 | US Amateur                | Colt Knost                 |
| 2012 | US Open                   | Webb Simpson               |
| 2015 | 1ste US Amateur Four-Ball | Todd White en Nathan Smith |
| 2021 | 76ste US Women's Open     | 3-6 juni                   |

po =  gewonnen na play-off

## Tennis
In 1936 werden de eerste tennisbanen aangelegd. In 1937 werd de Davis Cup op Olympic gespeeld, waar het Amerikaanse team de finale van Japan won.